# Streetsboro
Streetsboro är en stad i Portage County i Ohio. Vid 2010 års folkräkning hade Streetsboro 16 028 invånare.